# Hecistopteris
Hecistopteris es un género de helechos de la familia Pteridaceae.

## Taxonomía
Hecistopteris fue descrito por John Smith (botánico) y publicado en London Journal of Botany 1: 193. 1842. La especie tipo es: Hecistopteris pumila (Spreng.) J. Sm. 

## Especies
El género Hecistopteris contiene las siguientes especies:
- Hecistopteris kaieteurensis, Kelloff & G.S.McKee 1998
- Hecistopteris pinnatifida, R.C.Moran & B.Øllg. 1995
- Hecistopteris pumila, (Spreng.) J.Sm. 1842 – Moss fern[3]